# Хаити на Светском првенству у атлетици на отвореном 2017.
Хаити је учествовао  на Светском првенству у атлетици на отвореном 2017. одржаном у Лондону од 4. до 13. августа петнаести пут. Репрезентацију Хаитија представљала су 2 такмичара (1 мушкарац и 1 жена) који су се такмичили у 2 дисциплине (1 мушка и 1 женска).,
На овом првенству такмичари Хаитија нису освојили ниједну медаљу, нити су постигли неки резултат.

## Учесници
| Мушкарци: - Џефри Јулмис — 110 м препоне | Жене: - Мулерн Жан — 100 м препоне |  |

## Резултати

### Мушкарци
| Атлетичар    | Дисциплина    | Лични рекорд | Квалификације | Квалификације | Финале               | Финале       | Детаљи |
| Атлетичар    | Дисциплина    | Лични рекорд | Резултат      | Место         | Резултат             | Место        | Детаљи |
| ------------ | ------------- | ------------ | ------------- | ------------- | -------------------- | ------------ | ------ |
| Џефри Јулмис | 110 м препоне | 13,47        | 13,78 (.780)  | 6. у гр. 5    | Није се квалификовао | 35 / 39 (41) |        |

### Жене
| Атлетичарка | Дисциплина    | Лични рекорд | Квалификације | Квалификације | Финале                | Финале       | Детаљи |
| Атлетичарка | Дисциплина    | Лични рекорд | Резултат      | Место         | Резултат              | Место        | Детаљи |
| ----------- | ------------- | ------------ | ------------- | ------------- | --------------------- | ------------ | ------ |
| Мулерн Жан  | 100 м препоне | 12,94        | 13,63         | 8. у гр. 2    | Није се квалификовала | 38 / 39 (40) |        |